# Diplonevra florescens
Diplonevra florescens är en tvåvingeart som först beskrevs av Turton 1801.  Diplonevra florescens ingår i släktet Diplonevra och familjen puckelflugor.
Artens utbredningsområde är Tyskland. Arten är reproducerande i Sverige. Inga underarter finns listade i Catalogue of Life.

## Bildgalleri

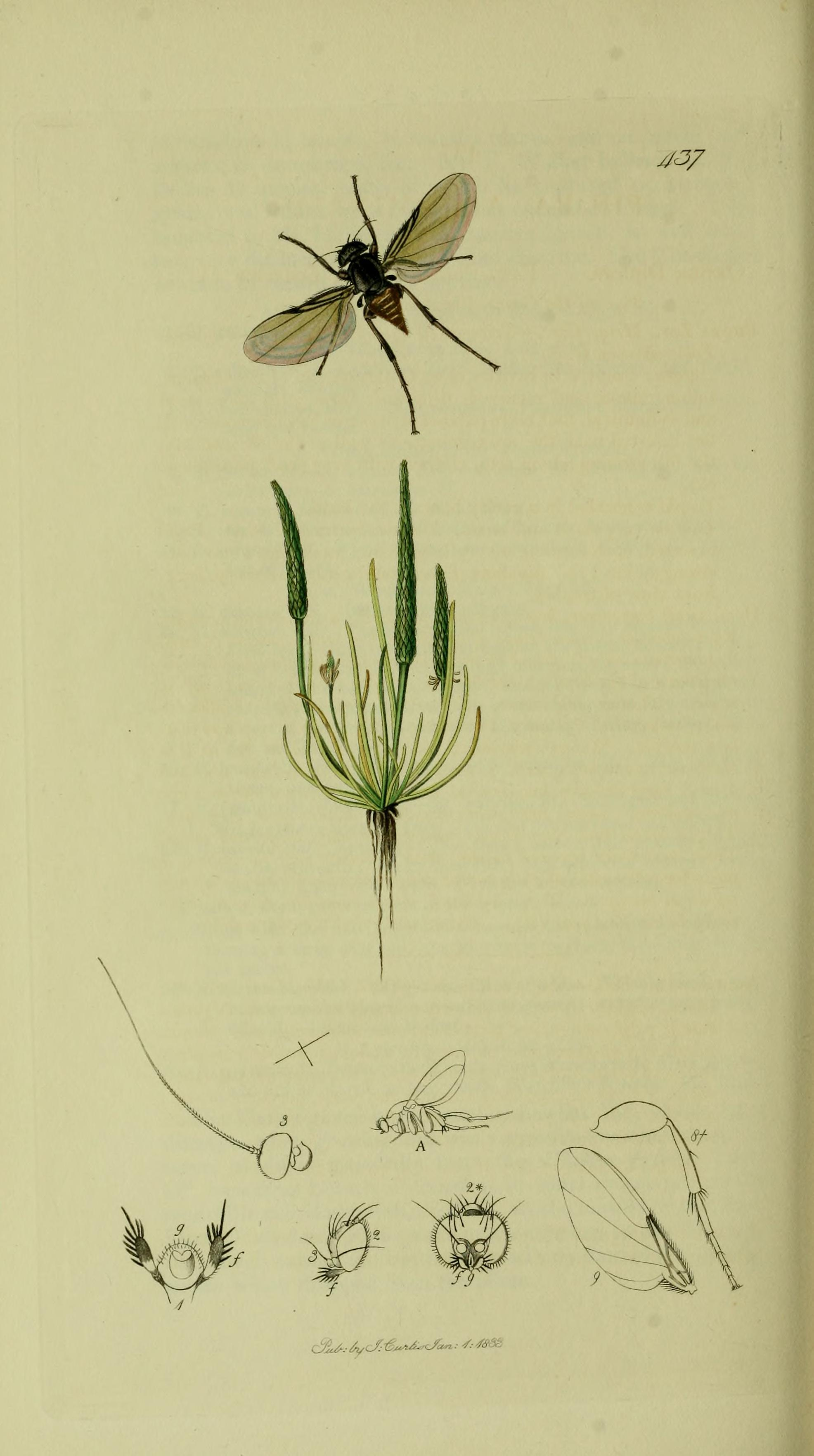